# Antiracotis anacantha
Antiracotis anacantha là một loài bướm đêm trong họ Geometridae.